# Felipe Tena Ramírez
Felipe Tena Ramírez (Morelia, Michoacán el 23 de abril de 1905 -  9 de octubre de 1994) fue un reconocido constitucionalista, destacado por su línea de pensamiento y sus obras sobre Derecho Constitucional Mexicano.
Felipe Tena nació en el núcleo de una familia destacada y culta. Logró abrirse paso hacia la  Suprema Corte de Justicia de la Nación donde dejó una huella a través de sus discursos. Felipe Tena Ramírez tenía una novedosa visión sobre el derecho mexicano y dedicó su vida al derecho mexicano.

## Familia

Felipe Tena nació en Michoacán, México

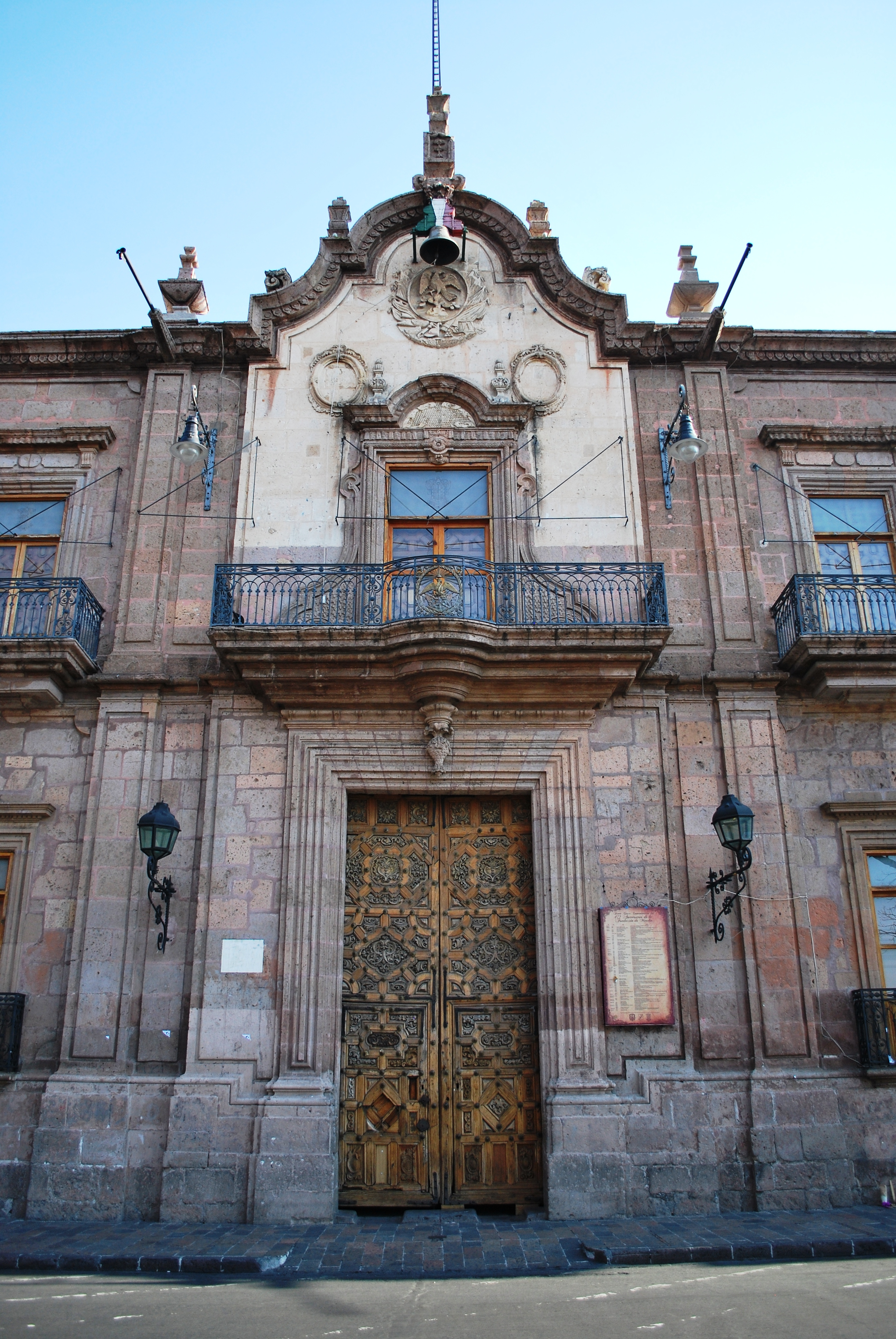
Felipe Tena Ramírez pasó parte de su vida en su natal Morelia

Su padre, Felipe de Jesús Tena, nació en  Panindícuaro, Michoacán en 1873. La época en la que nació el padre de Felipe Tena fue una época difícil de inestabilidad en el país, dado que el presidente Sebastián Lerdo de Tejada volvió a hacer tensas las relaciones con la Iglesia. Su vida profesional la dedicó a la enseñanza del derecho; fue Magistrado del Supremo Tribunal de Justicia y tenía un bufete de abogados.
Felipe Tena Ramírez fue hijo primogénito del prominente abogado Felipe de Jesús Tena y de su esposa, Sara Ramírez. Junto con sus hermanos Eugenio, José, Sara, Rafael, María de la Luz, Ana María y Amalia formaban una familia unida. Aunque fue una época difícil para México, Sara Ramírez logró mantener a su familia unida. Felipe Tena Ramírez se expresó así de su madre:

“… porque la maternidad y el perdón participan en la misma savia, al identificarse en la educación del amor.”

Felipe de Jesús fundó en el año de 1923 la Escuela Libre de Derecho Michoacana, en donde su hijo Felipe Tena Ramírez inició la carrera de leyes. En 1926 después del fracaso de su universidad se trasladó con su familia a la ciudad de México para formar parte de la Comisión redactora del Código de Comercio.

### Felipe Tena el esposo
Felipe Tena Ramírez se casó con María Gómez Ortiz, quien era originaria de Morelia, Michoacán. No tuvieron hijos. Felipe Tena Ramírez estaba enfocado en su carrera y su esposa lo apoyaba.
Al morir María Gómez, Felipe Tena decidió pasar los últimos años de su vida al  lado de María Luisa Díaz Ballesteros, a quien la hizo su heredera universal. Tampoco tuvieron hijos.

## Estudios de Felipe Tena Ramírez
Al concluir los estudios primarios y medios en Morelia, Michoacán, inició sus estudios superiores en la Escuela Libre de Derecho Michoacana para después trasladarse a la Escuela Libre de Derecho en la capital del país. Su alma mater tenía una alta calidad educativa y una docencia preparada. Entre los maestros que forjaron la educación de Tena Ramírez destacan los nombres de Francisco Javier Gaxiola Jr., Pedro Lascuráin, Emilio Rabasa entre otros.
Felipe Tena Ramírez se graduó con mención honorífica el 18 de mayo de 1929|. Su vocación por enseñar lo condujo a la docencia, en cuanto obtuvo el título de abogado.
Así reconoce Tena Ramírez la educación en palabras de su maestro Emilio Rabasa:

“Enseñar es alumbrar para que los ojos vean y las inteligencias se regocijen; es alumbrar pero no con la linterna sorda que ilumina un punto y deja en mayor oscuridad el campo, sino encendiendo auroras para despertar las inteligencias dormidas…”

## Felipe Tena: el docente
Inició su carrera como maestro de la Escuela Libre de Derecho de la Ciudad de México como profesor de la materia de Derecho Procesal Civil. Después de esto fue nombrado “profesor adjunto” de Manuel Herrera y Lasso, quien era maestro de Derecho Constitucional.
De 1941 a 1964 dio clases de la materia de  Derecho Constitucional en la facultad de Derecho de la Universidad Nacional Autónoma de México. Entre estos años también fundó, en la misma universidad, el “seminario de Derecho Constitucional” del cual era director, época en que fue maestro de Miguel Castro Ruiz. 
En 1950 recibió de la UNAM el grado de Doctor ex officio. Y es así como se desenvolvió como maestro impartiendo, en el Doctorado de Derecho de la misma institución, la materia relativa a sus estudios: Derecho Constitucional.
En el discurso sobre Emilio Rabasa pronuncia lo siguiente:
```

```

“Pero vosotros, jóvenes, que tenéis derecho, no solo al porvenir, sino también al pasado, debéis recibir de las generaciones que os precedieron el depósito de la tradición”
 

## Carrera profesional

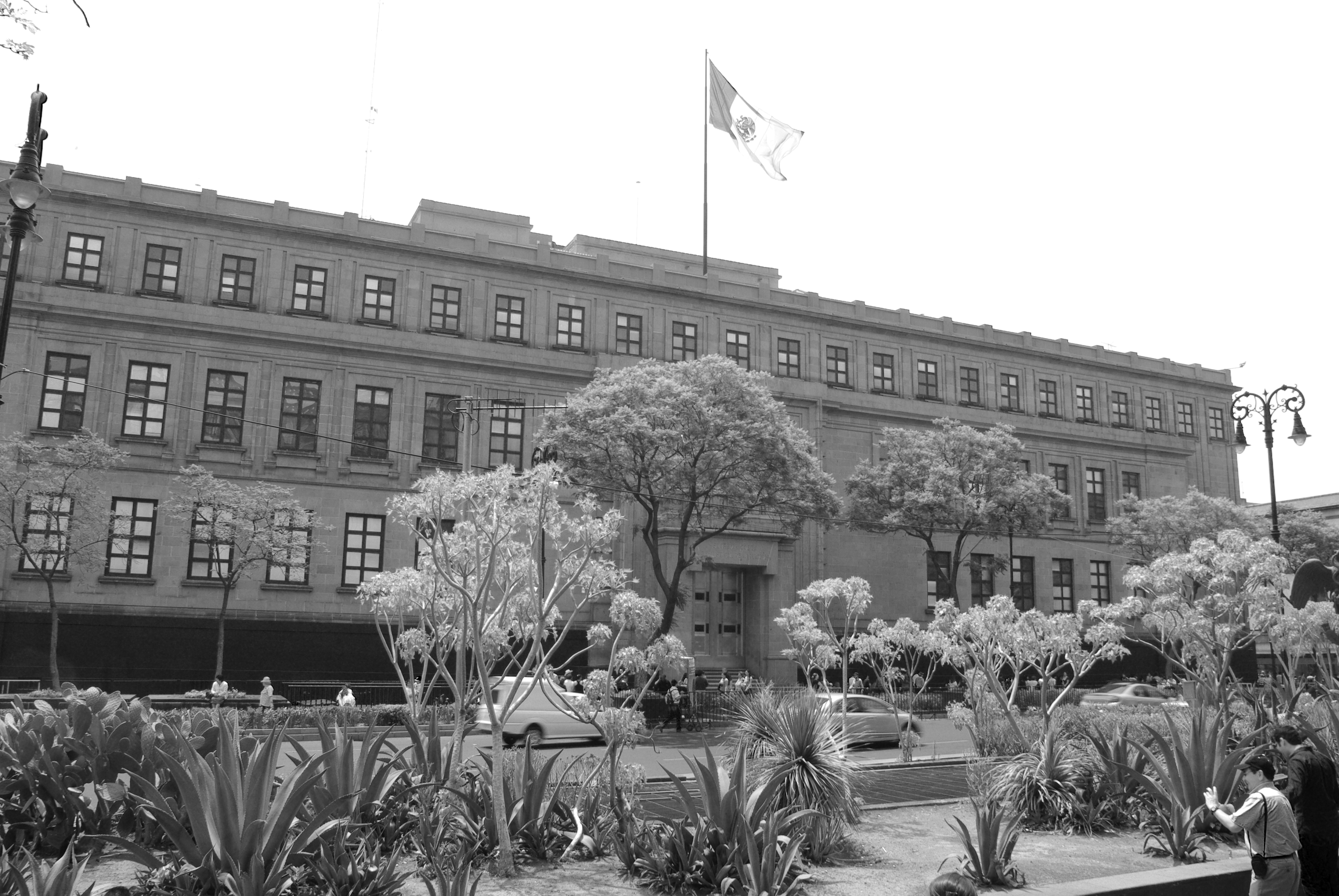
Tena Ramírez ejerció su carrera profesional en la Suprema Corte de Justicia de la Nación

Al iniciar su carrera profesional, Felipe Tena fue a trabajar en el bufete de abogados de su padre. Después comenzó su carrera judicial al trabajar en la Suprema Corte de Justicia de la Nación (México). En el año de 1946 la Suprema Corte de Justicia lo hizo Secretario de Estudio y Cuenta, hasta 1951, cuando fue nombrado Ministro Supernumerario de este tribunal.
Fue también parte de la Sala Auxiliar y de la Sala Juan José González Bustamante. Después fue nombrado Ministro Numerario de la Segunda Sala. Uno de sus compañeros en esta sala fue Mariano Azuela Güitrón.
Felipe Tena mostró admiración por Don Manuel de la Peña y Peña, quien fue fundador de la Suprema Corte de Justicia del México Independiente y tiempo después pronunció un discurso acerca de él.
En 1951, Tena Ramírez fue nombrado Juez de la Suprema Corte de Justicia de la Nación, hasta concluir con su cargo en 1970, a sus 65 años de edad, por jubilación voluntaria.
Algunas palabras en el discurso de retiro:

“…Al dejar este recinto, señores Ministros, afirmo más vigorosamente que nunca la fe cívica con que llegué a él, la que pone al abrigo de la ley suprema la libertad del hombre, como atmósfera natural de su dignidad y de su conciencia, los dos distintivos más altos de la estirpe, incoercibles a todos los amagos, vencedores de todos los asedios, última razón del derecho y primera razón de la historia.”
 

### El jurista poeta
A Felipe Tena Ramírez se le ha puesto este sobrenombre debido a su elocuente y clara escritura al hablar sobre derecho. Gustavo Díaz Ordaz, entonces presidente de la república, hizo llegar una felicitación a Felipe por “su método literario y su fino estilo” después del discurso pronunciado en el “sesquicentenario del Supremo Tribunal de Justicia”.
Como señala Felipe López Contreras “escribir implica en primer lugar dominar el tema, y en segundo lugar, saber expresar su contenido de una manera metódica, fundamentada y comprensible… los escritos de Tena Ramírez son diferentes, ya que además de reunir aquellos requisitos muestra en el dominio de las reglas del idioma y hace brotar en ellos el ritmo de las palabras expresando sus contenidos con musical tersura”.

### Sus obras más importantes
La obra más importante de Felipe Tena Ramírez es Derecho Constitucional Mexicano, publicada por primera vez en el año de 1944.
Existen numerosas monografías de las cuales es autor, por ejemplo: El amparo de Estricto Derecho, la Expansión Internacional del Amparo, La crisis de la división de poderes, El amparo contra las leyes, entre otras.
	Otro de sus libros,  titulado “Leyes fundamentales de México de 1808-2005”, es una obra histórica en donde fueron publicados planes, leyes, actas, reformas de México, desde la Conquista hasta el año 2005, cuando fue la última actualización.

## Oratorias reconocidas
En la serie de Jueces ejemplares, Felipe López Contreras destaca una de las oratorias más reconocidas de Tena Ramírez en representación de la Suprema Corte de Justicia de la Nación en donde expresó la aparición del Poder Judicial en Ario, Michoacán el 7 de marzo de 1815, con la instalación del Supremo Tribunal de Justicia de la América Mexicana. Este discurso fue pronunciado en la sesión del Pleno solemne con motivo del sesquicentenario del Primer Tribunal Supremo de Justicia.
Tena Ramírez expresó las siguientes palabras:

“… Y sin embargo, anticipándose a su logro, México ensayaba entonces la técnica de la libertad, que es el gobierno de la Constitución. De este modo el país, que por momentos parecía sucumbir en su intento de emanciparse, anunciaba desde antes de ser Estado que era su voluntad constituirse en Estado de Derecho.”

Felipe Tena fue invitado a la Comisión de Nacional de Conmemoraciones Cívicas de 1966 y 1967 representando al  Poder Judicial de la Federación, en homenaje a Venustiano Carranza. En este evento pronunció “El pensamiento Constitucional Mexicano”:
Tena Ramírez pronunció lo siguiente:

“… El acta constitutiva y la Constitución de 24 recogieron las aspiraciones populares en cuanto a la forma de gobierno, pero no era tiempo todavía de llevar a la ley suprema la abolición de los fueros y la reivindicación para el Estado Mexicano de la plenitud de su soberanía frente a poderosas instituciones heredadas de la Colonia que se consideraban exentas de la potestad del Estado. Para llegar a las leyes, tales principios debían primero penetrar en las conciencias. La lucha entablada entre las dos tendencias fuertes, que inútilmente trataron de conciliar moderados, llena con sus episodios de sangre, heroísmos deslealtades los años corridos desde la Independencia hasta la Reforma. El estruendo apagó las voces de los precursores de la renovación, entre ellos destacadamente José María Luis Mora y Valentín Gómez Farías. La extrema penuria a que la guerra civil continua había conducido al país, la secuela de defecciones y de intrigas por las que había pasado el ejército, todo había debilitado el ánimo patriótico, como se puso de manifiesto en la invasión norteamericana. Y sin embargo, en aquella sociedad, que parecía disolverse, existían gérmenes de renovación, llamados a fecundar.”

### Participación en las Naciones Unidas

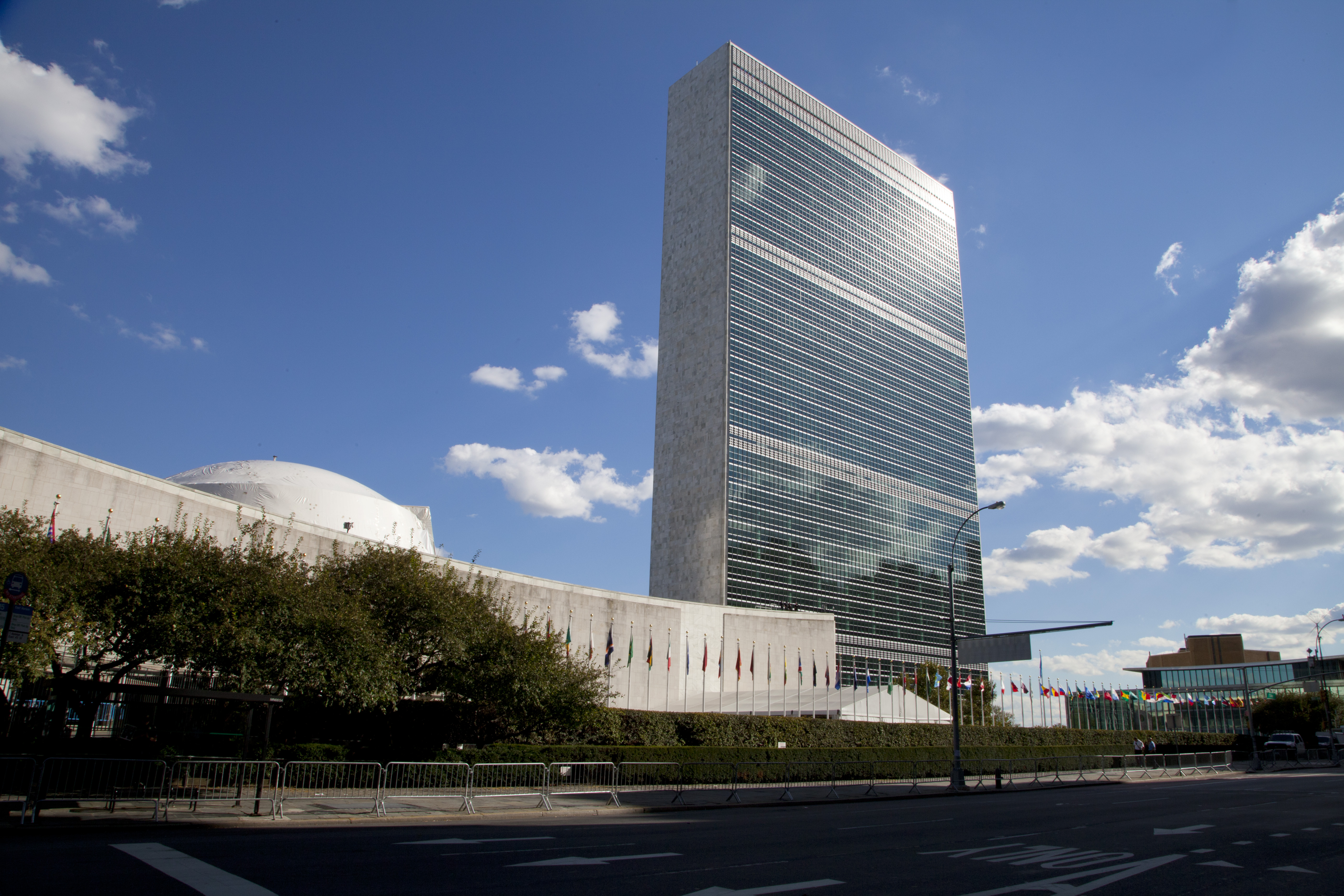
Tena Ramírez participó en Naciones Unidas

La participación de Tena Ramírez en la Organización de las Naciones Unidas fue para comenzar a escribir lo que después sería la Declaración Universal de los Derechos Humanos.
	Su mayor aportación será la de determinar que para proteger de manera conforme los derechos de las personas es la siguiente: “ninguna persona podrá ser arrestada a menos que haya un mandato debidamente expedido por una autoridad o solamente como excepción si es atrapada in fraganti cometiendo un delito, así como deberá ser procesado en un juicio rápido y deberá tener un tratamiento adecuado mientras permanezca detenido, esto es habeas corpus”; así lo señala Felipe López Contreras en una de las ediciones de Jueces ejemplares de Tena Ramírez. Lo que Tena Ramírez destaca como una opción más viable que el habeas corpus para proteger los derechos humanos es la ficción del Amparo que México tiene.
Lo siguiente es lo que dice Felipe Tena acerca del  Amparo:
	

"Primordialmente el Amparo es un sistema destinado a prevenir o a reparar las agresiones del Poder Público a los derechos de las personas…”
 

## Pensamiento de Tena Ramírez
En el discurso pronunciado por Tena Ramírez sobre “La ética del Juez” se puede ver la línea de pensamiento con la que resolvió numerosos casos en la Suprema Corte de Justicia:
Un fragmento sobre “La ética del juez”:

“Toda actividad humana habitual, y con señalada referencia las profesiones liberales, requiere para ser cumplidamente desarrollada un nutrido conjunto de cualidades o atributos en el titular de la profesión. Se necesita aptitud nativa para la profesión que se ejercita, aptitud que nunca podrá ser reemplazada suficientemente por el estudio. Se necesita que el estudio persistente y la práctica constante adiestren y perfeccionen la natural idoneidad. Esas y las demás cualidades que han de acompañar a todo profesionista no deben faltar en el profesional de la justicia; pero este último debe tener un atributo sin el cual se puede ser buen abogado u otro profesionista excelente, pero cuya ausencia en el juez implica nada menos que la desaparición del juez. Se puede hablar de un juez deficiente cuando es perezoso, cuando es ignorante, cuando carece del sentido de la justicia que como una inspiración divina, han llevado en la sangre los grandes juzgadores. Pero no se puede hablar de juez, ni bueno ni malo, cuando le falta la característica esencial e identificadora del juez: la imparcialidad o neutralidad.”
 

“… Acaso lo quimérico consista en suponer que tal cúmulo de virtudes pueda darse en un solo sujeto. Reconozco que hoy he convocado cualidades dispersas en muchos, pero no conozco al titular único de todas ellas. De mí sé decir que desearía como juez poseer algunos al menos de los atributos que he creído descubrir en otros jueces. Pero aunque no exista el juez que sería suma de jueces, estoy cierto de que no es empresa baldía la de pensar durante unos minutos en las cualidades a que debe aspirar el juez que tiene conciencia de su dignidad y de su destino. Es como la estrella hacia la que levantamos la vista, no para alcanzarla, sino para que nos guíe.” 

### Su último poema
“AÑO 2000

“Hemos traspuesto el Ecuador del Veinte y navegamos hacia el sur del siglo. Pronto despuntará en el polo del tiempo, como aurora astral, un nuevo milenio. 
Falta menos de una vida, menos del tiempo que he vivido, menos del tiempo que habrás de vivir, niño, que hoy me preguntas lo que yo vi cuando la entrada de Zapata a México.
Falta menos de una vida, pero no lo veré.
Hoy caminan por la calle muchas gentes que en la primera mañana del milenio se abrazarán tal vez, pero no lo veré.
Recuérdalo, pequeño, que hoy quisieras saber lo que se siente la vida a los cincuenta;
lo sabrás en la mañana del primer lunes del milenio, pero no lo veré.
Será la segunda vez en que la Era sobre mil años erigirá́ el Pesebre, un vivo resplandor alumbrará
al Niño de dos mil años, un vivo resplandor de energía nuclear.
"¿Quién lo verá?”
 

## Publicaciones

### Libros publicados
- Derecho Constitucional Mexicano

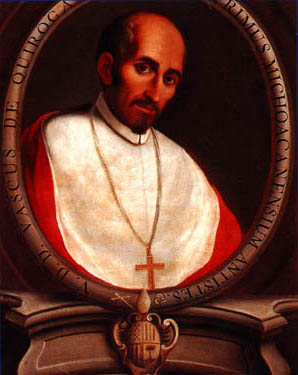
Vasco de Quiroga fue tema de un libro de Tena Ramírez

- El ideario Político-Constitucional de los criollos mexicanos de 1808

- La ética del Juez

- Leyes fundamentales de México:

de 1808-1997
de 1808-1998
de 1808-1999
de 1808-2002
de 1808-2005
- Vasco de Quiroga y sus pueblos de Santa Fe en los siglos XVIII y XIX

### Escritos inéditos
- Manuel Abad y Queipo en la Historia de México (Apuntes no concluidos, copias fotostáticas.)
- “Orígenes de dos obispos michoacanos: Manuel Abad y Queipo y Fray Antonio de San Miguel”, Escuela Libre de Derecho, Revista de Investigaciones Jurídicas, año 19.

## Informes e intervenciones  oficiales
- Discurso con motivo de la apertura de la sala auxiliar de la Suprema Corte de Justicia de la Nación:  1º de junio de 1951
- Informe como presidente de la Sala Auxiliar: 1954
- Discurso con motivo del LXXXV aniversario de la muerte de Don Benito Juárez: 18 de julio de 1957
- Informe como presidente de la segunda sala: 15 de diciembre de 1959
- Discurso pronunciado al Licenciado Adolfo López Mateos, Presidente de los Estados Unidos Mexicanos: 17 de noviembre de 1964
- Discurso Oficial en representación de la Suprema Corte de Justicia de la Nación, por el sesquicentenario del Primer Tribunal Supremo  de Justicia: 6 de julio de 1965
- Informe como presidente de la segunda sala: 15 de diciembre de 1966
- Palabras pronunciadas durante la sesión solemne del Pleno de la Suprema Corte de Justicia de la Nación: 17 de marzo de 1970 (en la que fue despedido como ministro por motivo de su jubilación)

## Discursos y notas varias
- Emilio Rabasa: 24 de julio de 1935
- La Oratoria en México: (ante el Club Rotario) 26 de septiembre de 1939
- Elogio a la Madre: 10 de mayo de 1940
- Homenaje a la Ciudad de Morelia: 17 de mayo de 1941
- Aniversario de Morelia: 18 de mayo de 1948
- Manuel de la Peña y Peña: 2 de enero de 1950
- La ética del juez: 8 de agosto de 1952
- Felipe de Jesús Tena: 25 de marzo de 1958
- Salvador Cortés Rubio: 14 de septiembre de 1959
- El amparo de los Derechos del Hombre: 15 de agosto de 1961
- El abogado y el juez: 27 de julio de 1964
- En el sepelio de Manuel Herrera y Lasso: 26 de marzo de 1967
- Notas preliminares de la obra: “Leyes fundamentales de México, 1808-1967”
- Regreso de don Vasco: 16 de septiembre de 1970
- El Pensamiento Constitucional Mexicano